# Schwedengraben (Trebel–Ryck)
Der Schwedengraben ist ein 8 km langer Graben in Vorpommern, der die (Poggendorfer) Trebel (70,0 Flusskilometer oberhalb der Mündung in die Peene) durch die Salzwiesen bei Grimmen mit dem Ryckgraben verbindet, der durch den Ryck bei Greifswald in die Ostsee entwässert. Der Schwedengraben umfasst eine Pseudobifurkation, einen Scheitelbereich mit unklarer Strömungsrichtung, der von mehreren seitlichen Zuflüssen gespeist wird.
Die Mündung in die Poggendorfer Trebel 400 Meter nordwestlich der Grimmener Altstadt liegt 3,8 m über dem Meer.
Die Verbindung zwischen den Flusssystemen stößt nach 3,4 km bei dem Grimmener Wohnplatz Heidebrink in einer T-Verbindung auf einen 2,4 km nordwestlich bei Klein Lehmhagen nicht immer wasserführend beginnenden Graben und wendet sich mit einem 90°-Knick in dessen Fortsetzung nach Ostsüdosten. Nach wenigen Metern zweigt in einer weiteren T-Verbindung nach Nordosten der namentliche Oberlauf des Ryckgrabens ab. Der Schwedengraben fließt von hier südlich an Bartmannshagen vorbei und endet schließlich bei der Brücke der B 96 mit einer Mündung in den Ryckgraben. 
Dessen Wasserspiegel liegt streckenweise etwa 20 cm unter dem Meeresspiegel, gehalten durch ein Pumpwerk südlich von Horst.
Der Graben trägt die Gewässerkennziffern 965612 und 966619x und wird vom Wasser- und Bodenverband Ryck-Ziese bewirtschaftet.